# Torneo di Wimbledon 2010 - Qualificazioni doppio maschile
Le qualificazioni del doppio  maschile del Torneo di Wimbledon 2010 sono state un torneo di tennis preliminare per accedere alla fase finale della manifestazione. I vincitori dell'ultimo turno sono entrati di diritto nel tabellone principale. In caso di ritiro di uno o più giocatori aventi diritto a questi sono subentrati i lucky loser, ossia i giocatori che hanno perso nell'ultimo turno ma che avevano una classifica più alta rispetto agli altri partecipanti che avevano comunque perso nel turno finale.

## Teste di serie
1. Tomasz Bednarek /  Mateusz Kowalczyk (ultimo turno)
2. Sanchai Ratiwatana /  Sonchat Ratiwatana (ultimo turno)
3. David Martin /  Lovro Zovko (ultimo turno)
4. Martin Fischer /  Philipp Oswald (primo turno)

1. Alessandro Motti /  Simone Vagnozzi (primo turno)
2. Rik De Voest /  Miša Zverev (qualificati)
3. Yves Allegro /  Prakash Amritraj (primo turno)
4. Ilija Bozoljac /  Harsh Mankad (qualificati)

## Qualificati
1. Somdev Devvarman /  Treat Conrad Huey
2. Rik De Voest /  Miša Zverev

1. Jesse Levine /  Ryan Sweeting
2. Ilija Bozoljac /  Harsh Mankad

## Tabellone qualificazioni

### Legenda
| - Q = Qualificato - WC = Wild card - LL = Lucky loser | - ALT = Alternate - SE = Special Exempt - PR = Protected Ranking | - w/o = Walkover - r = Ritirato - d = Squalificato |

### Prima sezione
|  | Primo turno | Primo turno                        | Primo turno                       | Primo turno | Primo turno |  |  | Ultimo turno | Ultimo turno                       | Ultimo turno                       | Ultimo turno | Ultimo turno |  |
|  |             |                                    |                                   |             |             |  |  |              |                                    |                                    |              |              |  |
|  | 1           | Tomasz Bednarek Mateusz Kowalczyk  | Tomasz Bednarek Mateusz Kowalczyk | 6           | 6           |  |  |              |                                    |                                    |              |              |  |
|  |             | Marcos Daniel Frank Moser          | Marcos Daniel Frank Moser         | 4           | 2           |  |  | 1            | Tomasz Bednarek Mateusz Kowalczyk  | Tomasz Bednarek Mateusz Kowalczyk  | 68           | 5            |  |
|  |             | Somdev Devvarman Treat Conrad Huey | 63                                | 6           | 6           |  |  |              | Somdev Devvarman Treat Conrad Huey | Somdev Devvarman Treat Conrad Huey | 7            | 7            |  |
|  | 7           | Yves Allegro Prakash Amritraj      | 7                                 | 3           | 2           |  |  |              |                                    |                                    |              |              |  |

### Seconda sezione
|  | Primo turno | Primo turno                           | Primo turno                           | Primo turno | Primo turno |  |  | Ultimo turno | Ultimo turno                          | Ultimo turno                          | Ultimo turno | Ultimo turno |  |
|  |             |                                       |                                       |             |             |  |  |              |                                       |                                       |              |              |  |
|  | 2           | Sanchai Ratiwatana Sonchat Ratiwatana | Sanchai Ratiwatana Sonchat Ratiwatana | 7           | 7           |  |  |              |                                       |                                       |              |              |  |
|  | WC          | Richard Bloomfield Marcus Willis      | Richard Bloomfield Marcus Willis      | 610         | 6(1)        |  |  | 2            | Sanchai Ratiwatana Sonchat Ratiwatana | Sanchai Ratiwatana Sonchat Ratiwatana | 5            | 2            |  |
|  | WC          | Joshua Milton Alexander Ward          | Joshua Milton Alexander Ward          | 3           | 2           |  |  | 6            | Rik De Voest Miša Zverev              | Rik De Voest Miša Zverev              | 7            | 6            |  |
|  | 6           | Rik De Voest Miša Zverev              | Rik De Voest Miša Zverev              | 6           | 6           |  |  |              |                                       |                                       |              |              |  |

### Terza sezione
|  | Primo turno | Primo turno                      | Primo turno                      | Primo turno | Primo turno |  |  | Ultimo turno | Ultimo turno               | Ultimo turno | Ultimo turno | Ultimo turno |  |
|  |             |                                  |                                  |             |             |  |  |              |                            |              |              |              |  |
|  | 3           | David Martin Lovro Zovko         | 4                                | 6           | 6           |  |  |              |                            |              |              |              |  |
|  |             | Frank Dancevic Adil Shamasdin    | 6                                | 4           | 4           |  |  | 3            | David Martin Lovro Zovko   | 6            | 64           | 8            |  |
|  |             | Jesse Levine Ryan Sweeting       | Jesse Levine Ryan Sweeting       | 6           | 6           |  |  |              | Jesse Levine Ryan Sweeting | 1            | 7            | 10           |  |
|  | 5           | Alessandro Motti Simone Vagnozzi | Alessandro Motti Simone Vagnozzi | 3           | 4           |  |  |              |                            |              |              |              |  |

### Quarta sezione
|  | Primo turno | Primo turno                   | Primo turno                 | Primo turno | Primo turno |  |  | Ultimo turno | Ultimo turno                | Ultimo turno                | Ultimo turno | Ultimo turno |  |
|  |             |                               |                             |             |             |  |  |              |                             |                             |              |              |  |
|  | 4           | Martin Fischer Philipp Oswald | 2                           | 6           | 4           |  |  |              |                             |                             |              |              |  |
|  |             | Alexander Peya Björn Phau     | 6                           | 4           | 6           |  |  |              | Alexander Peya Björn Phau   | Alexander Peya Björn Phau   | 65           | 4            |  |
|  |             | Thiago Alves João Souza       | Thiago Alves João Souza     | 3           | 65          |  |  | 8            | Ilija Bozoljac Harsh Mankad | Ilija Bozoljac Harsh Mankad | 7            | 6            |  |
|  | 8           | Ilija Bozoljac Harsh Mankad   | Ilija Bozoljac Harsh Mankad | 6           | 7           |  |  |              |                             |                             |              |              |  |